# Oleg Lipskii
Oleg Lipskii (n. 22 octombrie 1960, Bălți) este un om politic din Republica Moldova, care din decembrie 2014 este deputat în Parlamentul Republicii Moldova de legislatura a XX-a (2014-2018), în cadrul fracțiunii Partidului Socialiștilor din Republica Moldova (PSRM).
La alegerile parlamentare din 30 noiembrie 2014 din Republica Moldova a candidat la funcția de deputat de pe poziția a 11-a în lista candidaților PSRM.
Înainte de a deveni deputat a activat în calitate de director la câteva companii din sfera transporturilor auto.
Căsătorit. Conform CV-ului său, cunoaște limbile moldovenească, rusă, poloneză, plus engleza și franceză „cu dicționarul”.